# Lista över fornlämningar i Sigtuna kommun (Sankt Per)
Lista över fornlämningar i Sigtuna kommun (Sankt Per) är en förteckning av ett urval av de fornlämningar som finns i Sankt Per i Sigtuna kommun.
| Namn                         | Lämningstyp  | Tillkomsttid | Historisk indelning | Plats             | Läge                 | ID-nr          | Bild                                 |
| ---------------------------- | ------------ | ------------ | ------------------- | ----------------- | -------------------- | -------------- | ------------------------------------ |
| Sankt Per 99:1               | Hög          |              | Sankt Per, Uppland  |                   | 59.650516, 17.641465 | 10304600990001 | Ladda upp en bild av detta fornminne |
| Sankt Per 99:2               | Stensättning |              | Sankt Per, Uppland  |                   | 59.650565, 17.641230 | 10304600990002 | Ladda upp en bild av detta fornminne |
| Sankt Per 101:1              | Hällristning |              | Sankt Per, Uppland  |                   | 59.650041, 17.641090 | 10304601010001 | Ladda upp en bild av detta fornminne |
| Sankt Per 102:1              | Gravfält     |              | Sankt Per, Uppland  |                   | 59.650988, 17.644505 | 10304601020001 | Ladda upp en bild av detta fornminne |
| Sankt Per 103:1              | Runristning  |              | Sankt Per, Uppland  |                   | 59.651238, 17.642158 | 10304601030001 | Ladda upp en bild av detta fornminne |
| Sankt Per 103:2              | Runristning  |              | Sankt Per, Uppland  |                   | 59.651003, 17.642017 | 10304601030002 | Ladda upp en bild av detta fornminne |
| Sankt Per 108:1              | Gravfält     |              | Sankt Per, Uppland  |                   | 59.658256, 17.646029 | 10304601080001 | Ladda upp en bild av detta fornminne |
| Sankt Per 109:1              | Gravfält     |              | Sankt Per, Uppland  |                   | 59.659698, 17.644077 | 10304601090001 | Ladda upp en bild av detta fornminne |
| Sankt Per 110:1              | Hög          |              | Sankt Per, Uppland  |                   | 59.654618, 17.641736 | 10304601100001 | Ladda upp en bild av detta fornminne |
| Sankt Per 111:1              | Gravfält     |              | Sankt Per, Uppland  |                   | 59.647682, 17.636382 | 10304601110001 | Ladda upp en bild av detta fornminne |
| Sankt Per 113:1              | Gravfält     |              | Sankt Per, Uppland  |                   | 59.647735, 17.634400 | 10304601130001 | Ladda upp en bild av detta fornminne |
| Sankt Per 114:1              | Gravfält     |              | Sankt Per, Uppland  |                   | 59.648102, 17.637355 | 10304601140001 | Ladda upp en bild av detta fornminne |
| Sankt Per 122:1              | Hällristning |              | Sankt Per, Uppland  |                   | 59.655886, 17.614465 | 10304601220001 | Ladda upp en bild av detta fornminne |
| Sankt Per 150:1              | Stensättning |              | Sankt Per, Uppland  |                   | 59.657974, 17.619164 | 10304601500001 | Ladda upp en bild av detta fornminne |
| Sankt Per 151:1              | Gravfält     |              | Sankt Per, Uppland  |                   | 59.653315, 17.634568 | 10304601510001 | Ladda upp en bild av detta fornminne |
| Sankt Per 152:1              | Stensättning |              | Sankt Per, Uppland  |                   | 59.653249, 17.628831 | 10304601520001 | Ladda upp en bild av detta fornminne |
| Sankt Per 152:2              | Stensättning |              | Sankt Per, Uppland  |                   | 59.653089, 17.628838 | 10304601520002 | Ladda upp en bild av detta fornminne |
| Sankt Per 154:1              | Gravfält     |              | Sankt Per, Uppland  |                   | 59.647271, 17.620103 | 10304601540001 | Ladda upp en bild av detta fornminne |
| Sankt Per 156:1              | Stensättning |              | Sankt Per, Uppland  |                   | 59.645460, 17.602474 | 10304601560001 | Ladda upp en bild av detta fornminne |
| Sankt Per 158:1              | Gravfält     |              | Sankt Per, Uppland  |                   | 59.647240, 17.648646 | 10304601580001 | Ladda upp en bild av detta fornminne |
| Sankt Per 158:2              | Stensättning |              | Sankt Per, Uppland  |                   | 59.647769, 17.648843 | 10304601580002 | Ladda upp en bild av detta fornminne |
| Sankt Per 159:1              | Stensättning |              | Sankt Per, Uppland  |                   | 59.646004, 17.648282 | 10304601590001 | Ladda upp en bild av detta fornminne |
| Sankt Per 182:1              | Hög          |              | Sankt Per, Uppland  |                   | 59.647500, 17.649796 | 10304601820001 | Ladda upp en bild av detta fornminne |
| Offersten (Sankt Per 196:1)  | Hällristning |              | Sankt Per, Uppland  |                   | 59.649377, 17.650747 | 10304601960001 | Ladda upp en bild av detta fornminne |
| Stenvreten (Sankt Per 197:1) | Röse         |              | Sankt Per, Uppland  |                   | 59.649228, 17.650054 | 10304601970001 | Ladda upp en bild av detta fornminne |
| Stenvreten (Sankt Per 197:2) | Stensättning |              | Sankt Per, Uppland  |                   | 59.649202, 17.649409 | 10304601970002 | Ladda upp en bild av detta fornminne |
| Sankt Per 198:1              | Gravfält     |              | Sankt Per, Uppland  |                   | 59.645087, 17.650306 | 10304601980001 | Ladda upp en bild av detta fornminne |
| Sankt Per 199:1              | Gravfält     |              | Sankt Per, Uppland  |                   | 59.643981, 17.649265 | 10304601990001 | Ladda upp en bild av detta fornminne |
| Sankt Per 225:1              | Stensättning |              | Sankt Per, Uppland  |                   | 59.658895, 17.582493 | 10304602250001 | Ladda upp en bild av detta fornminne |
| Sankt Per 250:1              | Runristning  |              | Sankt Per, Uppland  |                   | 59.646826, 17.647243 | 10304602500001 | Ladda upp en bild av detta fornminne |
| Sankt Per 250:1              | Runristning  |              | Sankt Per, Uppland  |                   | 59.646826, 17.647243 | 10304602500001 | Ladda upp en bild av detta fornminne |
| Sankt Per 251:1              | Runristning  |              | Sankt Per, Uppland  | Billby soldattorp | 59.63061, 17.6665    | 10008002510001 | Ladda upp en bild av detta fornminne |
| Sankt Per 291                | Stensättning |              | Sankt Per, Uppland  |                   | 59.630663, 17.657562 | 12000000065356 | Ladda upp en bild av detta fornminne |
| Sankt Per 292                | Stensättning |              | Sankt Per, Uppland  |                   | 59.630612, 17.657116 | 12000000065357 | Ladda upp en bild av detta fornminne |
| Sankt Per 303                | Stensättning |              | Sankt Per, Uppland  |                   | 59.625712, 17.671132 | 12000000065368 | Ladda upp en bild av detta fornminne |
| Sankt Per 307                | Stensättning |              | Sankt Per, Uppland  |                   | 59.625630, 17.670827 | 12000000065372 | Ladda upp en bild av detta fornminne |
| Sankt Per 308                | Stensättning |              | Sankt Per, Uppland  |                   | 59.625649, 17.670471 | 12000000065373 | Ladda upp en bild av detta fornminne |
| Sigtuna 5:1                  | Stensättning |              | Sankt Per, Uppland  |                   | 59.640884, 17.634644 | 10008000050001 | Ladda upp en bild av detta fornminne |
| Sigtuna 15:1                 | Stensättning |              | Sankt Per, Uppland  |                   | 59.636533, 17.646515 | 10008000150001 | Ladda upp en bild av detta fornminne |
| Sigtuna 16:1                 | Stensättning |              | Sankt Per, Uppland  |                   | 59.634299, 17.650363 | 10008000160001 | Ladda upp en bild av detta fornminne |
| Sigtuna 18:1                 | Gravfält     |              | Sankt Per, Uppland  |                   | 59.632245, 17.652302 | 10008000180001 | Ladda upp en bild av detta fornminne |
| Sigtuna 19:1                 | Gravfält     |              | Sankt Per, Uppland  |                   | 59.633670, 17.659037 | 10008000190001 | Ladda upp en bild av detta fornminne |
| Sigtuna 34:1                 | Stensättning |              | Sankt Per, Uppland  |                   | 59.630584, 17.659132 | 10008000340001 | Ladda upp en bild av detta fornminne |
| Sigtuna 39:1                 | Stensättning |              | Sankt Per, Uppland  |                   | 59.627021, 17.665373 | 10008000390001 | Ladda upp en bild av detta fornminne |
| Sigtuna 41:1                 | Stensättning |              | Sankt Per, Uppland  |                   | 59.628070, 17.667465 | 10008000410001 | Ladda upp en bild av detta fornminne |
| Sigtuna 41:2                 | Stensättning |              | Sankt Per, Uppland  |                   | 59.627823, 17.667671 | 10008000410002 | Ladda upp en bild av detta fornminne |
| Sigtuna 41:3                 | Stensättning |              | Sankt Per, Uppland  |                   | 59.627708, 17.667784 | 10008000410003 | Ladda upp en bild av detta fornminne |
| Sigtuna 43:1                 | Stensättning |              | Sankt Per, Uppland  |                   | 59.628358, 17.671281 | 10008000430001 | Ladda upp en bild av detta fornminne |
| Sigtuna 44:1                 | Stensättning |              | Sankt Per, Uppland  |                   | 59.627859, 17.670464 | 10008000440001 | Ladda upp en bild av detta fornminne |
| Sigtuna 54:1                 | Gravfält     |              | Sankt Per, Uppland  |                   | 59.629007, 17.662987 | 10008000540001 | Ladda upp en bild av detta fornminne |
| Sigtuna 55:1                 | Stensättning |              | Sankt Per, Uppland  |                   | 59.628166, 17.661691 | 10008000550001 | Ladda upp en bild av detta fornminne |
| Sigtuna 57:1                 | Röse         |              | Sankt Per, Uppland  |                   | 59.629940, 17.664548 | 10008000570001 | Ladda upp en bild av detta fornminne |
| Sigtuna 58:1                 | Stensättning |              | Sankt Per, Uppland  |                   | 59.630263, 17.663379 | 10008000580001 | Ladda upp en bild av detta fornminne |
| Sigtuna 60:1                 | Stensättning |              | Sankt Per, Uppland  |                   | 59.630223, 17.661656 | 10008000600001 | Ladda upp en bild av detta fornminne |
| Sigtuna 61:1                 | Stensättning |              | Sankt Per, Uppland  |                   | 59.632721, 17.662136 | 10008000610001 | Ladda upp en bild av detta fornminne |
| Sigtuna 61:2                 | Stensättning |              | Sankt Per, Uppland  |                   | 59.632630, 17.661851 | 10008000610002 | Ladda upp en bild av detta fornminne |
| Sigtuna 63:1                 | Stensättning |              | Sankt Per, Uppland  |                   | 59.634381, 17.661218 | 10008000630001 | Ladda upp en bild av detta fornminne |
| Sigtuna 64:1                 | Stensättning |              | Sankt Per, Uppland  |                   | 59.634867, 17.661539 | 10008000640001 | Ladda upp en bild av detta fornminne |
| Sigtuna 157:1                | Stensättning |              | Sankt Per, Uppland  |                   | 59.640286, 17.621400 | 10008001570001 | Ladda upp en bild av detta fornminne |
| Sigtuna 160:1                | Stensättning |              | Sankt Per, Uppland  |                   | 59.640387, 17.622397 | 10008001600001 | Ladda upp en bild av detta fornminne |
| Sigtuna 160:2                | Stensättning |              | Sankt Per, Uppland  |                   | 59.640387, 17.622219 | 10008001600002 | Ladda upp en bild av detta fornminne |
| Sigtuna 188:1                | Runristning  |              | Sankt Per, Uppland  |                   | 59.625055, 17.660444 | 10008001880001 | Ladda upp en bild av detta fornminne |
| Sigtuna 251:1                | Runristning  |              | Sankt Per, Uppland  |                   | 59.630610, 17.666509 | 10008002510001 | Ladda upp en bild av detta fornminne |